# Kolarstwo na Igrzyskach Śródziemnomorskich 1963
Zawody kolarskie na Igrzyskach Śródziemnomorskich 1963 odbyły się we wrześniu w Neapolu.

## Tabela medalowa
| Poz. | Państwo   |   |   |   | Razem: |
| ---- | --------- | - | - | - | ------ |
| 1    | Włochy    | 5 | 3 | 0 | 8      |
| 2    | Francja   | 2 | 4 | 2 | 8      |
| 3    | Maroko    | 0 | 0 | 3 | 3      |
| 4    | Hiszpania | 0 | 0 | 2 | 2      |
|      | Razem:    | 7 | 7 | 7 | 21     |

## Tor
| Konkurencja                             | Złoto:                                                | Srebro:                                       | Brąz:                                        |
| Sprint                                  | Angelo Damiano                                        | Giordano Turrini                              | Daniel Morelon                               |
| Tandemy                                 | Włochy (Sergio Bianchetto, Giovanni Pettenella)       | Francja (Pierre Trentin, Daniel Morelon)      | Maroko (Moustafa Belcayd, Mohamed El Gourch) |
| Wyścig na 1000 m ze startu zatrzymanego | Sergio Bianchetto                                     | Pierre Trentin                                | Moustafa Belcayd                             |
| Wyścig indywidualny na dochodzenie      | Christian Cuch                                        | Pietro Scandelli                              | Miro Lopez                                   |
| Wyścig drużynowy na dochodzenie         | Włochy (Franco Testa, Luigi Roncaglia, Greco, Naroci) | Francja (Christian Cuch, Pare, Soria, Kotwes) | Maroko                                       |

## Szosa
| Konkurencja   | Złoto:                                                             | Srebro:                                                                        | Brąz:                                                                      |
| Indywidualnie | Francis Bazire                                                     | Dino Zandegù                                                                   | Lucien Aimar                                                               |
| Drużynowo     | Włochy (Mario Maino, Dino Zandegù, Pasquale Fabbri, Danilo Grassi) | Francja (Marcel-Ernest Bidault, Dominique Motte, Georges Chappe, Jean Jourden) | Hiszpania (Mariano Días, José López, R. Baexi, Vicente López -nieukończył) |